# Achatamento da Terra

A forma ligeiramente achatada da Terra em comparação com uma esfera pode ser aproximada por um elipsoide rotacional (na figura a representação está exagerada para clarificação, o que "não" corresponde às dimensões dos semi-eixos "a" e "b" de acordo com o WGS 84).

Achatamento da Terra (ou achatamento polar) designa o achatamento geométrico do planeta Terra e, portanto, o seu desvio da forma esférica. Este acahatmento é causado pela força centrífuga resultante da rotação da Terra, que é máxima no equador e nula nos polos. Como resultado, o nível do mar assume a forma aproximada de um elipsoide rotacional oblato cujos semi-eixos (raios) diferem em 21,38 km ({\displaystyle a} = 6378,137 km no equador e {\displaystyle b} = 6356,752 km nos polos).

## Descrição
Tendo em conta que semi-eixos principais do elipsoide diferem em 21,38 km ({\displaystyle a} = 6378,137 km no equador e {\displaystyle b} = 6356,752 km nos polos), o achatamento da Terra é, portanto:
{\displaystyle f={\tfrac {a-b}{a}}=1:298{,}256\pm 0{,}001}
Assim, o achatamento polar corresponde a cerca de 0,3 % do raio da Terra e causaria erros significativos nos cálculos geodésicos se a Terra fosse considerada como tendo uma superfície esférica.
A Terra seria igualmente achatada se não tivesse oceanos. Em resultado das altas pressões a que está submetido, os materiais presentes no interior da Terra apresentam plasticidade, pelo que globalmente o corpo planetário apresenta viscoelasticidade. Em consequência, a Terra (como os outros planetas do sistema solar) assume uma forma em que a gravidade e a força centrífuga apenas causam pressão sem tensão de cisalhamento.

### Achatamento gravítico
Esta deformação da Terra pelo fator {\displaystyle f} também causa diferenças no campo gravitacional, fenómeno designado por achatamento gravítico (ou achatamento gravitacional):
{\displaystyle \beta ={\frac {g_{\mathrm {P} }-g_{\mathrm {A} }}{g_{\mathrm {A} }}}}
onde:
- {\displaystyle g_{\mathrm {P} }} é a aceleração da gravidade nos polos;
- {\displaystyle g_{\mathrm {A} }} é a aceleração da gravidade no equador.

Para o modelo da Terra internacionalmente mais utilizado, o modelo conhecido por GRS80, os valores utilizados são {\displaystyle g_{\mathrm {P} }=9{,}83218\,\mathrm {m} /\mathrm {s} ^{2}} e {\displaystyle g_{A}=9{,}78032\,\mathrm {m} /\mathrm {s} ^{2}}. Daí resulta um achatamento gravítico de β = 0,0053025 = 1:188,6, ou seja, a força gravitacional é aproximadamente 0,53 por cento maior nos polos do que no equador. Devido à diferença de gravidade, uma pessoa que pese 80 kg tem um peso de 787 N (cerca de 80,2 kg) nos polos da Terra, mas apenas de 782 N (cerca de 79,7 kg) no equador.
A forma da Terra e o campo gravitacional da Terra podem ser calculados com uma precisão de alguns centímetros, equivalente a uma precisão de 0,0001  por cento. Sabe-se, por exemplo, desde as observações feitas pelo quarto satélite artificial da Terra, o Vanguard 1 de 1958, que o achatamento no hemisfério sul é maior do que no hemisfério norte (na altura falava-se de uma forma de pera): o semi-eixo elipsoidal b é 16 metros mais curto no sul e mais longo no norte do que o valor médio. Este facto provoca uma perturbação orbital, como acontece com a alteração da pressão num giroscópio.
Análises posteriores (terrestres e com recurso a satélites geodésicos) permitem atualmente descrever com precisão a forma do nível do mar (o geoide) com milhões de coeficientes - um pré-requisito para o GPS, que é agora comum, e também para as modernas e precisas viagens espaciais.

### Efeito do manto e núcleo da Terra
O achatamento gravitacional também depende da estrutura do interior da Terra. A teoria das figuras de equilíbrio afirma que um corpo homogéneo com a forma da Terra, a sua densidade média (5,521 g/cm³) e o seu período de rotação (23 hr. 56 min.) teria de ter um achatamento geométrico f'= 1:230 (elipsoide de Maclaurin).
De facto, a Terra é muito mais esférica (1:298) porque o seu núcleo é duas vezes mais denso do que o manto. Isto significa que a força centrífuga é menos significativa.
A maior densidade do núcleo da Terra pode ser tida em conta com um modelo de duas conchas do interior da Terra. Este modelo, inicialmente desenvolvido por Emil Wiechert, também explica melhor o campo gravitacional observado no espaço próximo - e concorda surpreendentemente bem com os resultados da sismologia apesar da sua simplicidade. Os modelos terrestres mais finos da geofísica dividem a crosta, o manto terrestre e o núcleo terrestre "duas vezes", mas isto já atinge os limites da calculabilidade. A massa, a pressão, a densidade e a gravidade têm de se ajustar em cada camada individual e como um todo, bem como a variação da temperatura e do módulo de elasticidade em profundidade.